# Llista de minerals (lletra E)
Aquesta llista de minerals inclou els minerals que comencen amb la lletra E dels 6.126 minerals reconeguts per l'Associació Mineralògica Internacional (IMA, en anglès) fins el mes de març 2025.
Es poden consultar tots els minerals ordenats de manera alfabètica en una llista simplificada o bé amb informació ampliada en els següents enllaços:
- A • B • C • D • E • F • G • H • I • J • K • L • M • N • O • P • Q • R • S • T • U • V • W • X • Y • Z

A la llista s'hi troben els diferents minerals classificats alfabèticament amb l'any de publicació (si es va publicar abans de l'aprovació per part de l'IMA), tot seguit de l'any d'aprovació per part de l'IMA i el codi del mineral segons la classificació de Nickel-Strunz. Per a cada mineral s'hi afegeixen fins a tres enllaços externs: a mindat.org, a webmineral.com i al Handbook of Mineralogy (Mineralogical Society of America).
Les abreviatures que es fan servir a la llista són les següents:
- "p.e." – procediment especial.
- Q ó "?" – qüestionable/dubtós (per l'IMA/CNMNC, mindat.org o mineralienatlas.de).
- N – publicat sense l'aprovació de l'IMA/CNMNC o sense l'aprovació de l'IMA però amb certa acceptació en la comunitat científica actualment.
- Rd ó red. – redefinició de...
- A: 1NNN – any de publicació.
- A: antic – conegut molt abans que hi haguessin publicacions.

## E

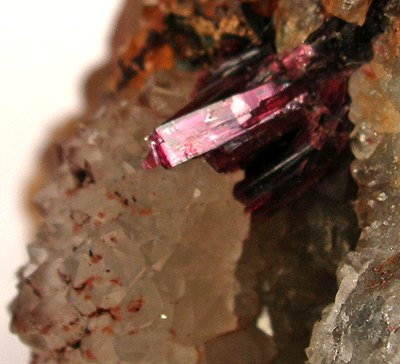
Cristalls d'eritrita sobre quars, de la mina Daniel a les Muntanyes Metal·líferes (Alemanya)

1. Eakerita (1969-019) 09.CG.05
2. Earlandita (A: 1936) 10.AC.10
3. Earlshannonita (1983-010) 08.DC.15
4. Eastonita (A: 1925, 1998 p.e. Rd) 09.EC.20
5. Ecandrewsita (1978-082) 04.CB.05
6. Ecdemita (A: 1877) 03.DC.65
7. Eckerita (2014-063)
8. Eckermannita (A: 1942, 2012 p.e. Rd, 2013-136) 09.DE.25
9. Eckhardita (2012-085) 04.??.
10. Eclarita (1982-092) 02.HB.10c
11. Ecrinsita (2015-099)
12. Eddavidita (2018-010)
13. Edenharterita (1987-026) 02.HD.35
14. Edenita (A: 2006, 2012 p.e. Rd) 09.DE.15
15. Edgarbaileyita (1988-028) 09.BC.25
16. Edgarita (1995-017) 02.DB.25
17. Edgrewita (2011-058) 09.??
18. Edingtonita (A: 1825) 09.GA.15
19. Edoylerita (1987-008) 07.FB.25
20. Edscottita (2018-086a)
21. Edtollita (2016-010)
22. Edwardsita (2009-048) 07.DD.30
23. Edwindavisita (2023-056)
24. Efesita (A: 1851, 1998 p.e.) 09.EC.20
25. Effenbergerita (1993-036) 09.EA.05
26. Efremovita (1987-033a) 07.AC.10
27. Egirina 09.DA.25
28. Eggletonita (1982-059) 09.EG.30
29. Eglestonita (A: 1904) 03.DD.05
30. Ehrigita (2023-074)
31. Ehrleïta (1983-039) 08.CA.10
32. Eifelita (1980-097) 09.CM.05
33. Eirikita (2007-017) 09.EH.25
34. Eitelita (A: 1955) 05.AC.05
35. Ekanita (A: 1961, 1967 p.e.) 09.EA.10
36. Ekaterinita (1979-067) 06.H0.40
37. Ekatita (1998-024) 04.JB.75
38. Ekebergita (2018-088)
39. Ekplexita (2011-082) 02.??
40. Elaliïta (2022-087)
41. Elasmocloïta (2018-015)
42. Elbaïta (A: 1913) 09.CK.05
43. Elbrusita (2009-051, 2012 p.e.) 09.A?
44. Eldfellita (2007-051) 07.AC.15
45. Eldragonita (2010-077) 02.??
46. Eleomelanita (2015-118)
47. Eleonorita (2015-003)
48. Elgoresyita (2020-086)
49. Eliopoulosita (2019-096)
50. Eliseevita (2010-031) 09.DB.17
51. Elkinstantonita (2022-088)
52. El·lenbergerita (1984-066) 09.AF.80
53. Ellinaïta (2019-091)
54. Ellingsenita (2009-041) 09.E?
55. Elliottita (2021-113)
56. El·lisita (1977-041) 02.JC.05
57. Elpasolita (A: 1883) 03.CB.15
58. Elpidita (A: 1894) 09.DG.65
59. Eltyubyuïta (2011-022) 09.?
60. Elyita (1971-043) 07.DF.65
61. Embreyita (1971-048) 07.FC.20
62. Emeleusita (1977-021) 09.DN.05
63. Emilita (2001-015) 02.HB.05a
64. Emmerichita (2013-064) 09.BE.??
65. Emmonsita (A: 1885) 04.JM.10
66. Emplectita (A: 1855) 02.HA.05
67. Empressita (A: 1914, 1964 p.e. Rd) 02.CB.80
68. Enargita (A: 1850) 02.KA.05
69. Eneasartorita (2015-074)
70. Engelhauptita (2013-009) 08.??
71. Englishita (A: 1930) 08.DH.55
72. Enigmatita (A: 1865, 1967 s.p.) 09.DH.40
73. Enricofrancoïta (2023-002)
74. Enstatita (A: 1855, 1988 p.e.) 09.DA.05
75. Eosforita (A: 1878) 08.DD.20
76. Epididimita (A: 1893) 09.DG.55
77. Epidota (A: 1801) 09.BG.05a
78. Epidota-(Sr) (2006-055) 09.BG.05
79. Epiebnerita (2023-066)
80. Epifanovita (2016-063)
81. Epistilbita (A: 1826, 1997 p.e.) 09.GD.45
82. Epistolita (A: 1901) 09.BE.30
83. Epsomita (A: 1721) 07.CB.40
84. Erazoïta (2014-061)
85. Ercitita (1999-036) 08.DJ.35
86. Erdita (1977-048) 02.FD.20
87. Ericaïta (A: 1950) 06.GA.05
88. Ericlaxmanita (2013-022) 08.??
89. Ericssonita (1966-013 Rd) 09.BE.25
90. Erikapohlita (2010-090) 08.??
91. Erikjonssonita (2018-058)
92. Eringaïta (2009-054) 09.A?
93. Eriocalcita (A: 1870) 03.BB.05
94. Erionita-Ca (1997 p.e.) 09.GD.20
95. Erionita-K (1997 p.e.) 09.GD.20
96. Erionita-Na (A: 1898, 1997 p.e.) 09.GD.20
97. Eritrita (A: 1832) 08.CE.40
98. Eritrosiderita (A: 1872) 03.CJ.10
99. Erlianita (1985-042) 09.HC.05
100. Erlichmanita (1970-048) 02.EB.05a
101. Ermakovita (2020-054)
102. Ermeloïta (2021-017a)
103. Ernienickelita (1993-002) 04.FL.20
104. Erniggliïta (1987-025) 02.GA.45
105. Ernstburkeïta (2010-059) 07.??
106. Ernstita (1970-012) 08.DD.20
107. Erssonita (2021-016)
108. Ertixiïta (1983-042) 09.HA.05
109. Ertlita (2023-086)
110. Erugita (A: 1858, 1965 p.e. Rd) 08.BC.15
111. Erzwiesita (2012-082) 02.??
112. Escandiobabingtonita (1993-012) 09.DK.05
113. Escandiofluoroeckermannita (2024-002)
114. Escandiowinchita (2022-009)
115. Escheïta (2018-099)
116. Esdanaïta-(Ce) (2018-112)
117. Esfalerita (A: 1847, 1980 s.p.) 02.CB.05a
118. Esfeniscidita (1977-029) 08.DH.10
119. Esferobertrandita (A: 1957, 2003 p.e. Rd) 09.AE.50
120. Esferobismoïta (1993-009) 04.CB.65
121. Esferocobaltita (A: 1877, 1962 p.e. Rd) 05.AB.05
122. Eskebornita (A: 1950) 02.CB.10a
123. Eskimoïta (1976-005) 02.JB.40b
124. Eskolaïta (A: 1958) 04.CB.05
125. Espadaïta (2018-089)
126. Esperanzaïta (1998-025) 08.DM.05
127. Esperita (1964-027) 09.AB.15
128. Espinel·la (A: 1546?/ 1797) 04.BB.05
129. Espodumena (A: 1800, 1962 s.p.) 09.DA.30
130. Esquinita-(Ce) (A: 1830, 1987 s.p.) 04.DF.05
131. Esquinita-(Nd) (A: 1982, 1987 s.p.) 04.DF.05
132. Esquinita-(Y) (A: 1906, 1987 s.p.) 04.DF.05
133. Esquireïta (2014-066)
134. Esseneïta (1985-048) 09.DA.15
135. Estannita (A: 1832) 02.CB.15a
136. Estannoidita (1968-004a) 02.CB.15c
137. Estannopal·ladinita (A: 1947) 01.AG.25
138. Estany (A: old) 01.AC.10
139. Estaurolita (A: 1792) 09.AF.30
140. Estercorita (A: 1850) 08.CJ.05
141. Estibarseni (A: 1941, 1982 s.p.) 01.CA.05
142. EstibiconitaQ (A: 1837, 2010 s.p., 2013 s.p.) 04.DH.20
143. Estibina (A: 1832) 02.DB.05
144. Estibioclaudetita (2007-028) 04.CB.45
145. Estibiocolumbita (A: 1915) 04.DE.30
146. Estibiocolusita (1991-043) 02.CB.30
147. Estibiogoldfieldita (2020-104)
148. Estibiopal·ladinita (A: 1927, 1980 s.p.) 02.AC.20a
149. Estibiosegnitita (2024-065)
150. Estibiotantalita (A: 1893) 04.DE.30
151. Estibioustalečita (2021-071)
152. Estibivanita (1980-020) 04.JA.55
153. Estilbita-Ca (A: 1801, 1997 s.p.) 09.GE.10
154. Estilbita-Na (A: 1997, 1997 s.p.) 09.GE.10
155. Estilpnomelana (A: 1827, 1971 s.p.) 09.EG.40
156. Estronadelfita (2008-009) 08.BN.05
157. Estronalsita (1983-016) 09.FA.60
158. Estroncioborita (2020-017)
159. EstronciochevkinitaQ (1983-009) 09.BE.70
160. Estronciodresserita (1977-005) 05.DB.10
161. Estronciofarmacosiderita (2013-101) 08.DK.??
162. Estronciofluorita (2009-014) 03.AB.25
163. Estroncioginorita (A: 1960) 06.FC.15
164. Estronciohurlbutita (2012-032) 08.AA.15 (9 ed)
165. Estronciojoaquinita (1979-080 Rd) 09.CE.25
166. Estronciomelana (1995-005) 04.DK.10
167. Estroncioortojoaquinita (1979-081a, IMA 2000-D Rd) 09.CE.25
168. Estroncioperloffita (2015-023)
169. Estroncioruizita (2017-045)
170. Estronciowhitlockita (1989-040) 08.AC.45
171. Ettringita (A: 1874, 1962 p.e.) 07.DG.15
172. Eucairita (A: 1818) 02.BA.50
173. Euclasa (A: 1792) 09.AE.10
174. Euclorina (A: 1884) 07.BC.30
175. Eucriptita (A: 1880) 09.AA.05
176. Eucroïta (A: 1823) 08.DC.07
177. Eudialita (A: 1819, 2003 p.e.) 09.CO.10
178. Eudidimita (A: 1887) 09.DG.60
179. Eugenita (1981-037) 01.AD.15c
180. Eugsterita (1980-008) 07.CD.25
181. Eulitina (A: 1827) 09.AD.40
182. Eurekadumpita (2009-072) 04.??
183. Euxenita-(Y) (A: 1840, 1987 p.e.) 04.DG.05
184. Evanichita (2022-033)
185. Evansita? (A: 1864) 08.DF.10
186. Evdokimovita (2013-041) 07.??
187. Eveïta (1966-047) 08.BB.30
188. Evenkita (A: 1953) 10.BA.50
189. Eveslogita (2001-023) 09.DG.97
190. Evseevita (2019-064)
191. Ewaldita (1969-013) 05.CC.05
192. Ewingita (2016-012)
193. Eylettersita (1969-035) 08.BL.10
194. Eyselita (2003-052) 04.DM.20
195. Ezcurrita (A: 1957) 06.EB.10
196. Ezochiïta (2022-101)
197. Eztlita (1980-072) 04.JN.20